# Cooper Barrett's Guide to Surviving Life
Cooper Barrett's Guide to Surviving Life est une série télévisée américaine en treize épisodes de 22 minutes créée par Jay Lacopo et diffusée entre le 3 janvier et le 26 juin 2016 sur le réseau Fox et sur Citytv au Canada.
Cette série est inédite dans tous les pays francophones.

## Distribution

### Acteurs principaux
- Jack Cutmore-Scott : Cooper Barrett
- Meaghan Rath : Kelly Bishop
- Charlie Saxton (en) : Neal Fissley
- James Earl : Barry Sandel
- Justin Bartha : Josh Barrett, frère de Cooper
- Liza Lapira : Leslie Barrett, mariée à Josh

### Acteurs récurrents
- Marshall Manesh : Virgil (4 épisodes)

### Invités
- Paula Abdul : elle-même (épisode 2)
- Jayson Blair : Thom (épisode 3)
- Corey Reynolds : Frank (épisode 5)
- Lyndon Smith (en) : Lena, une ex petite amie de Cooper (épisode 8)
- Parker Young : Shane (épisode 8)
- Victoria Justice : Romona Miller (épisodes 9 et 13)
- Alan Ruck : Mark Barret, père de Cooper et Josh (épisode 10)
- Jane Kaczmarek : Cindy Barrett, mère de Cooper et Josh (épisode 10)
- Juicy J : lui-même (épisode 10)
- Max Adler : Tommy Hench (épisode 11)
- Ashley Hinshaw : Paige (épisode 12)
- Geoff Pierson : Steve (épisode 12)
- Christopher Heyerdahl : Arvid (épisode 13)

## Production

### Développement
Le 2 février 2015, Fox commande un pilote, sous le titre Cooper Barrett's Guide to Surviving Life,.
Le 7 mai 2015, le réseau Fox annonce officiellement la commande du projet de série, avec une saison de six épisodes, sous le titre The Guide to Surviving Life,, puis lors des Upfronts le 11 mai 2015, Fox annonce la diffusion de la série à la mi-saison, soit début 2016,.
Le 21 septembre 2015, le réseau Fox commande sept épisodes supplémentaires, portant à treize le nombre d'épisodes.
Le 10 novembre 2015, Fox annonce la date de lancement de la série au 3 janvier 2016.
Après avoir déplacé la série de la case de 20 h 30 à 19 h 30 en avril pour trois semaines, Fox retire la série de l'horaire. Les trois épisodes inédits ont été diffusés en juin.

### Casting
Les rôles ont été attribués dans cet ordre : Meaghan Rath, James Earl, Jack Cutmore-Scott, Charlie Saxton (en), Maureen Sebastian et Justin Bartha.
Fin juin 2015, Liza Lapira remplace Maureen Sebastian, au sein de la distribution principale dans le rôle de Leslie Barrett.
Parmi les invités annoncés : Parker Young et Lyndon Smith, Paula Abdul, Victoria Justice, ainsi que Alan Ruck et Jane Kaczmarek dans le rôle des parents de Cooper.

## Épisodes
| №  | Titre                                     | Réalisation     | Scénario                                                                | Première diffusion | Code de prod. | Audience (millions) |
| -- | ----------------------------------------- | --------------- | ----------------------------------------------------------------------- | ------------------ | ------------- | ------------------- |
| 1  | How to Survive Your Loveable Jackass      | James Griffiths | Jay Lacopo                                                              | 3 janvier 2016     | 1AYY01        | 2,62                |
| 2  | How to Survive Insufficient Funds         | James Griffiths | Paul Mather                                                             | 10 janvier 2016    | 1AYT04        | 4,57                |
| 3  | How to Survive Being a Plus One           | James Griffiths | Amelie Gillette                                                         | 17 janvier 2016    | 1AYT06        | 2,56                |
| 4  | How to Survive Losing Your Phone          | Jeff Melman     | Brian Rubenstein                                                        | 14 février 2016    | 1AYT05        | 1,74                |
| 5  | How to Survive Your Roommate's Girlfriend | Adam Davidson   | Bill Callahan (en) et Paul Mather                                       | 21 février 2016    | 1AYT08        | 1,87                |
| 6  | How to Survive Your Horrible Landlord     | James Griffiths | Donald Diego                                                            | 6 mars 2016        | 1AYT07        | 1,85                |
| 7  | How to Survive Old Friends                | James Griffiths | Jay Lacopo                                                              | 13 mars 2016       | 1AYT02        | 1,95                |
| 8  | How to Survive Your Crazy Ex              | Jeremy Garelick | Bill Callahan                                                           | 3 avril 2016       | 1AYT03        | 970 000             |
| 9  | How to Survive Working with Friends       | Bill Purple     | Brian Rubenstein                                                        | 10 avril 2016      | 1AYT09        | 1,09                |
| 10 | How to Survive Your Parents' Visit        | Henry Chan (en) | Histoire : Donald Diego Mise en scène : John Blickstead et Trey Kollmer | 17 avril 2016      | 1AYT10        | 1,04                |
| 11 | How to Survive Your Emotional Baggage     | Phil Traill     | Bill Callahan et Paul Mather                                            | 12 juin 2016       | 1AYT12        | 800 000             |
| 12 | How to Survive Dating                     | Matt Sohn       | Jay Lacopo                                                              | 12 juin 2016       | 1AYT13        | 800 000             |
| 13 | How to Survive Your Birthday              | James Griffiths | Amelie Gillette                                                         | 26 juin 2016       | 1AYT11        | 970 000             |

### Réception critique
La première saison est accueillie de façon mitigée par la critique. L'agrégateur de critiques Metacritic lui accorde une note de 51 sur 100, basée sur la moyenne de 14 critiques.
Sur le site Rotten Tomatoes, elle obtient une note moyenne de 50 %, sur la base de 20 critiques.
Pierre Langlais pour Télérama parle de « raté humoristique » constitué de « dérapages qui ne provoquent pas le moindre début de sourire ».